# المانحون
المانحون: الثروة، القوة، الإحسان في مذهب جديد هو كتاب غير خيالي لعام 2017 من تأليف ديفيد كالاهان ونشره ألفريد أ.كنوبف.

## نظرة عامة
قبل كتابة كتاب المانحون، كتب كالاهان سبعة كتب غير خيالية، بما في ذلك كتابه الصادر عام 2010، ثروات التغيير: صعود الأثرياء الليبراليين وإعادة صنع أمريكا ، والذي وصف فيه الطبقة العليا الناشئة من "النخبة العالمية"، "سوبر- المتعلمين "المهنيين ورجال الأعمال" الذين يتبنون "الأفكار الليبرالية الرئيسية مثل التعددية الثقافية والحكومة النشطة" والذين يعملون في "المعرفة".  في كتاب المانحون، الذي يستند إلى أبحاث مكثفة ومقابلات، وصف كالاهان "العالم السري" لموجة جديدة من فاعلي الخير، مثل مارك زوكربيرج، الذين هم نخبة من المحسنين المشاركين في ما يسميه "العمل الخيري الكبير. " يسميهم " العظماء" و "المواطنون المتفوقون" و "المخربون" و "الاطباء الجدد" و "عملاء الثروة". لقد ورث البعض ثروة وأصبحوا شركاء شبكات أقوياء، يدافعون عن القضايا التقدمية، بما في ذلك التعليم، والبيئة، والعلوم، وحقوق المثليين.  ويكتب أن الآلاف من المتبرعين قادرون على الترويج لقضاياهم "تحت الرادار" حيث يقع التركيز على بيل جيتس وتشارلز كوخ. يكتب كالاهان أن المانحين الجدد يستخدمون أموالهم للتأثير على السياسة العامة فيما يدعيه، العصر المذهب الثاني. ويحذر من أن "تحول القوة" وهذا يؤثرعلى المجتمع الأمريكي بكامله.